# Kawaleria powietrzna (telenowela dokumentalna)
Kawaleria powietrzna – 26-odcinkowa telenowela dokumentalna w reżyserii Jacka Bławuta i Wojciecha Maciejewskiego wyprodukowana dla TVP w 2000 roku, emitowana w TVP2.
Serial z detalami opisuje szkolenie żołnierzy zasadniczej służby wojskowej w 25 Brygadzie Kawalerii Powietrznej w Tomaszowie Mazowieckim, od wcielenia do przeniesienia do rezerwy, bądź pozostania w służbie wojskowej co niektórych.
Pierwsze 13 odcinków poświęcone jest szkoleniu unitarnemu rekrutów. Kamera towarzyszy im od chwili wydania tzw. biletu i wcielenia do jednostki jesienią 1999. Bez ogródek pokazuje kontrowersyjne, czasami wręcz brutalne metody szkoleniowe kaprali, którzy nieustannie używają w stosunku do rekrutów wulgaryzmów i zmuszają ich do wyczerpujących ćwiczeń fizycznych. Tłumaczą to koniecznością zapanowania nad młodymi ludźmi, co jest warunkiem „dobrego” wyszkolenia żołnierzy – bordowych beretów.
Po emisji pierwszych trzech odcinków w 2000 roku wybuchł skandal. Przeciwko używaniu wulgaryzmów przez kaprali zaprotestował m.in. biskup polowy SZ RP gen. dyw. Sławoj Leszek Głódź i wojskowi urzędnicy MON. W jednostce kontrolę rozpoczęła wówczas prokuratura wojskowa.
– W wojsku się przeklinało, przeklina i będzie przeklinać – odpowiadał na te zarzuty Jacek Bławut.
Sprawa przysporzyła tylko filmowi popularności, wobec oficerów i podoficerów jednostki nie wyciągnięto żadnych konsekwencji. Stwierdzono, że podczas specjalnego szkolenia żołnierzy ostre, wręcz wulgarne traktowanie szkolonych jest konieczne, by nauczyć ich działać pod presją i w ekstremalnych sytuacjach. Odcinki 14 – 26 opisują późniejsze szkolenie specjalistyczne żołnierzy kawalerii powietrznej. Kamera towarzyszy im podczas szkolenia w desantowaniu się z helikopterów, szkolenia spadochronowego i szkolenia ze wspinaczki, a także manewrów z użyciem ostrej amunicji. Film pokazuje też pierwsze kontakty polskich żołnierzy z żołnierzami sił zbrojnych NATO, serial powstawał w czasie, gdy Polska wstępowała do organizacji.

## Obsada
Przez telenowelę przewinęło się kilku znanych oficerów i podoficerów SZ RP:
- gen. bryg. Jan Kempara – ówczesny Dowódca 25. Brygady Kawalerii Powietrznej, późniejszy Szef Szefostwa Działań Specjalnych Sztabu Generalnego Wojska Polskiego;
- ppłk Tadeusz Buk – późniejszy generał broni, od września 2009 Dowódca Wojsk Lądowych. Zginął 10 kwietnia 2010 w katastrofie polskiego samolotu Tu-154M w Smoleńsku;
- mjr Piotr Patalong – ówczesny Dowódca 7 Batalionu 25 BKPow., późniejszy generał dywizji, Inspektor Wojsk Specjalnych (m.in. w 2013 roku Dowódca Wojsk Specjalnych);
- por. Grzegorz Grodzki – ówczesny dowódca szwadronu obecnie gen. bryg. Dowódca 6 BPD Kraków.

## Lista odcinków
1. Bilet, czyli karta powołania
2. Wcielenie, czyli ścieżka poborowego
3. Pobudka, czyli pierwsze kroki
4. Sprawdzian, czyli siła rekruta
5. Pierwsza broń, czyli kałach został moją panią
6. Taktyka, czyli będę słuchał swojego dowódcy
7. Niedziela, czyli nie ma ludzi na kompanii
8. Floryda, czyli marsz na Glinnik
9. Wczoraj wiedziałem, czyli pytanie zrozumiałem, odpowiadam
10. Wypłata, czyli prawa strona gwiżdże
11. Przysięga, czyli dzień mężczyzny
12. Przepustka, czyli krótka piłka
13. Smutny żołnierz, czyli pożegnanie z bronią
14. Szwadron, czyli metoda kropelkowa
15. Wizyta ministra, czyli nadeszła wiekopomna chwila
16. Ostatnia pompka, czyli kapral też człowiek
17. Wierny jak pies, czyli los żołnierza
18. Zabawy na śniegu, czyli poligonowy karnawał
19. Skoki, czyli wojsko leci z nieba
20. Pi, pi, czyli pluton aeromobilny
21. Bitwa z piecykiem, czyli wojna o pokój
22. Wyblinka i prusik, czyli nie całuj skał
23. Molto bene, czyli Polska – Włochy 2 : 1
24. Ei, bi, si, czyli psi los szturmana
25. A cóż to za wojacy, czyli tak było jak było
26. Cywil, czyli zero, zero, de, de, ce

## Nagrody
- 2000 – Nagrody Polskiej Produkcji Telewizyjnej NIPTEL (Gdańsk) w kategorii filmu dokumentalnego dla Jacka Bławuta i Wojciecha Maciejewskiego[3].